# Johan Jacob Ferber
Johan Jacob Ferber, född 29 augusti 1743 i Karlskrona, död 17 april 1790 i Bern, var en svensk mineralog och kemist.
Ferber blev 1761 student vid Uppsala universitet och var en av Carl von Linnés studenter. Ferber disputerade under Linné 1763 och återvände sedan till Karlskrona. Där arbetade han i faderns, Johan Henrik Ferbers apotek, Amiralitetsapoteket Göta Lejon.
Ferber fick 1765 anställning vid Bergskollegium. Efter någon tids vistelse i Tyskland och Ungern där han studerade bergsväsendet, blev han vid sin återkomst erbjuden befattningen som amiralitetsapotekare i Karlskrona, men avsade sig posten. Istället begav han sig 1771 åter utomlands och tillbragte största delen av sitt liv på resor i Europa. Han besökte de flesta länderna i Europa och skrev ett stort antal brev angående sina iakttagelser från resorna. Ferber vann stort anseende för lärdom och emottog många utmärkelser. Så kallades han 1774 till professor i fysik och kemi vid Gymnasium illustre i Mitau, blev 1775 invald som utländsk ledamot nummer 94 av Kungliga Vetenskapsakademien, utnämndes 1783 till professor i mineralogi i S:t Petersburg och ledamot av vetenskapsakademin där. Han blev 1786 preussiskt över-bergsråd och invaldes i vetenskapsakademin i Berlin.